# اریک ساتی

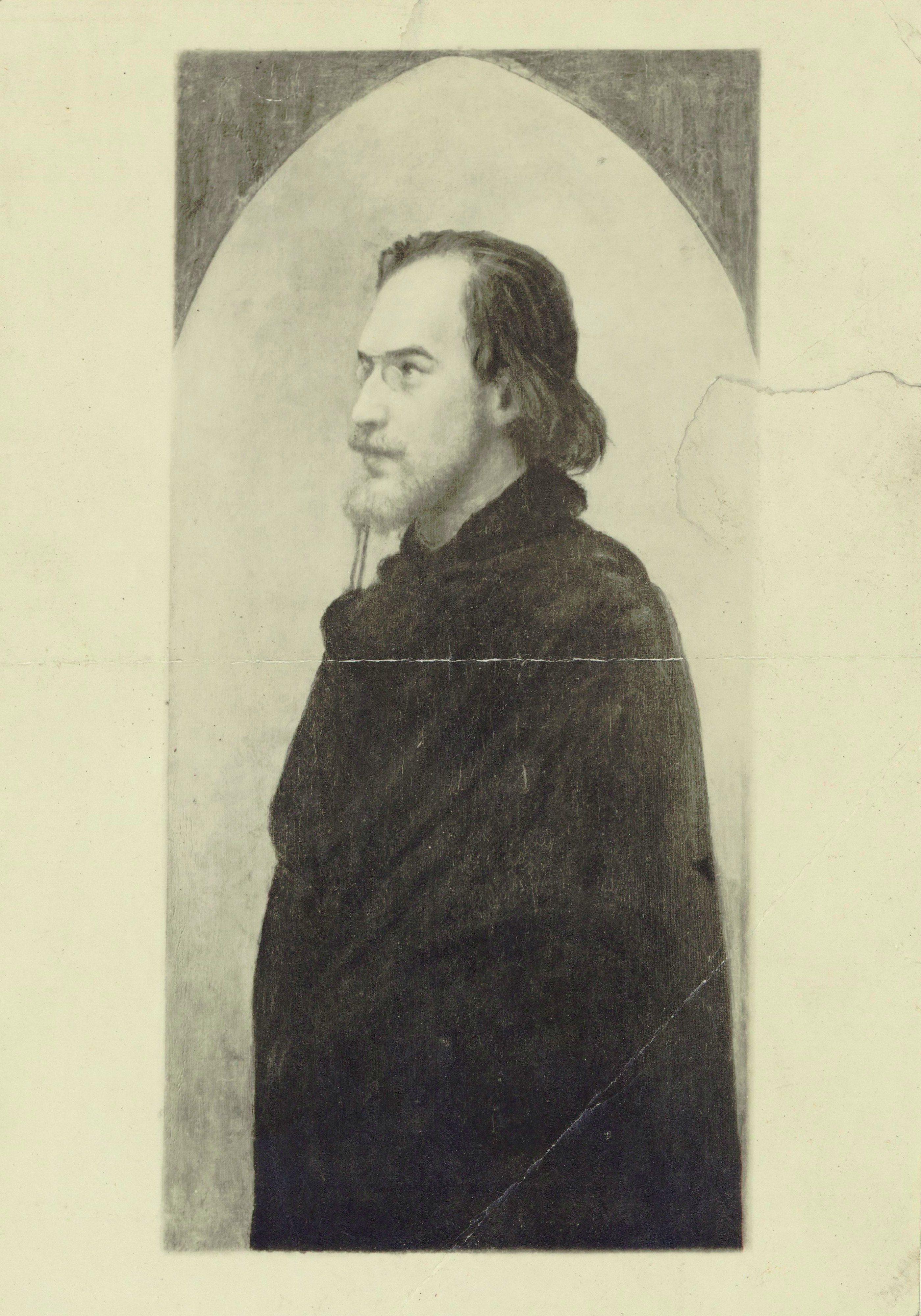
اریک ساتی

اریک ساتی (به فرانسوی: Alfred Éric Leslie Satie) (زادهٔ ۱۷ مه ۱۸۶۶ در اونفلور – درگذشتهٔ ۱ ژوئیهٔ ۱۹۲۵ در پاریس) آهنگساز فرانسوی بود. موسیقی ساتی غالباً فکاهی و هجوی با عنوان‌های غیرمعمول مثل دوئت پیانو به نام سه قطعه به شکل گلابی است؛ و علاوه بر موسیقی پیانو، چندین باله، ترانه و آثار بزرگ‌تری مانند درامای سمفونیک سقراط را نوشت. بعضی از تکنیک‌های ساتی ممکن است بر بهترین دوستش دبوسی که دو ژیمنوپدی ساتی را به صورت ارکستر درآورد تأثیر گذارده‌باشد.

## زندگی
نخستین درس‌های موسیقی خود را از یک نوازنده ارگ در اونفلور گرفت سپس نزد همسر دوم پدرش که یک نوازده و آموزگار پیانو بود به فراگیری ادامه داد در ۱۸۷۹ ساتی وارد کنسرواتوار پاریس شد ولی ۲ سال و نیم بعد به دلیل بی‌استعدادی اخراج می‌گردد. ساتی در سال ۱۸۸۵ بار دیگر وارد هنرستان موسیقی شد ولی این بار هم نتوانست نظر مثبت استادان خود را جلب کند بنابراین تصمیم گرفت به خدمت ارتش در آید اما خیلی زود متوجه شد که برای این کار ساخته نشده‌است. ساتی بیشتر زندگی خود را با مشکلات مالی سپری کرد و مدتی نوازنده پیانوی یک کافه بود. باورهای مذهبی او نیز در زندگی‌اش تأثیر فراوانی داشت. ساتی در حالیکه با بسیاری از هنرمندان زمان خود از جمله کلود دبوسی، موریس راول، استفان مالارمه، پل ورلن، و پابلو پیکاسو آشنا بود و خود را به عنوان آهنگساز به جامعه شناسانده بود در سال ۱۹۰۵ با نام‌نویسی خود در مدرسه ونسان دندی «اسکولا کانتروم» برای درس گرفتن از آلبر روسل در کنتراپوئن همه را شگفت‌زده کرد. ساتی همچنین از بنیان‌گذاران گروه «شش» بود ولی به سرعت خودش از این گروه خارج شد، دیگر آهنگسازان این گروه ژرژ اریک، لویی دوره، آرتور هونگر، ژرمن تایفر، فرانسیس پولنک، و داریوش میو بودند. او بسیاری از آثار خود را بدون خط میزان می‌نوشت و در اجرای آثار خود سبک ویژه‌ای داشت. بسیاری از آهنگسازان هم دوره‌ای و آهنگسازانی که بعد از او آمده‌اند از او تأثیر پذیرفته‌اند؛ از آن جمله‌اند جان کیج، دبوسی، راول و پولنک.

## در سینما
- 2020 بازی ملکه - اسکات فرانک
- ۱۹۶۳ آتش سرکش - لویی مال[۲]

## برخی از آثار برای پیانو

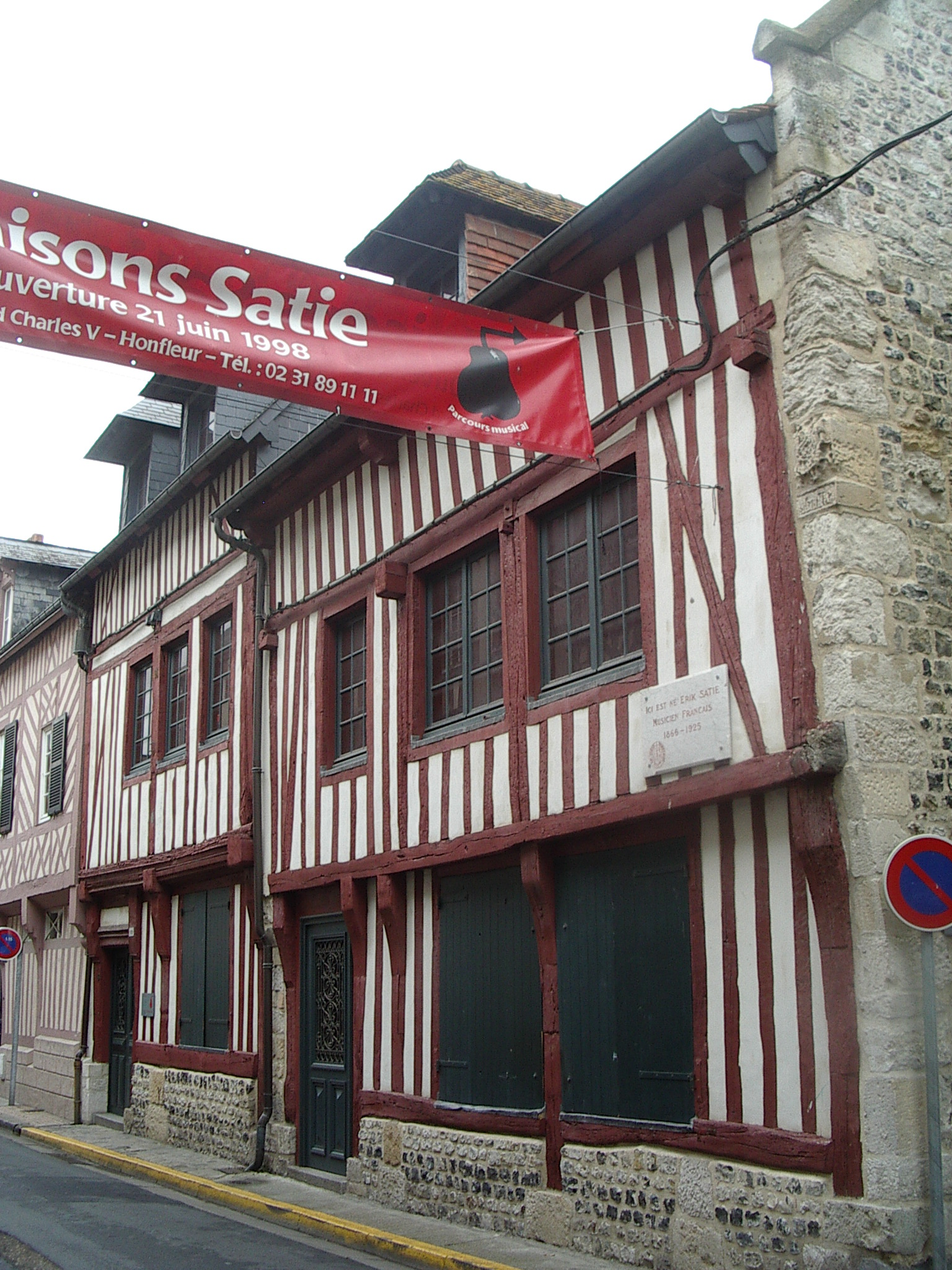
منزل اریک ساتی

- ۳ ژیمنوپدی
- نکتورن‌ها
- ۳ قطعه به شکل گلابی
- رنجش‌ها
- سوناتین
- جک در جعبه

## یادداشت
1. ↑  Gymnopédies واژه یونانی به معنی جشن کودکان برهنه یا دایره الحرکات